# Ла-Грейндж (Північна Кароліна)
Ла-Грейндж (англ. La Grange) — місто (англ. town) в США, в окрузі Ленуар штату Північна Кароліна. Населення — 2595 осіб (2020).

## Географія
Ла-Грейндж розташована за координатами 35°18′23″ пн. ш. 77°47′24″ зх. д. / 35.30639° пн. ш. 77.79000° зх. д. (35.306519, -77.789906).  За даними Бюро перепису населення США в 2010 році місто мало площу 5,99 км², з яких 5,97 км² — суходіл та 0,02 км² — водойми.

## Демографія
Згідно з переписом 2010 року, у місті мешкали 2873 особи в 1233 домогосподарствах у складі 766 родин. Густота населення становила 480 осіб/км².  Було 1440 помешкань (240/км²).
Расовий склад населення:
| - 55,4 % — чорних або афроамериканців - 40,5 % — білих - 0,7 % — азіатів - 0,2 % — корінних американців - 0,1 % — вихідців з тихоокеанських островів - 2,0 % — осіб інших рас |

До двох чи більше рас належало 1,1 %. Частка іспаномовних становила 3,4 % від усіх жителів.
За віковим діапазоном населення розподілялося таким чином: 23,2 % — особи молодші 18 років, 59,2 % — особи у віці 18—64 років, 17,6 % — особи у віці 65 років та старші. Медіана віку мешканця становила 43,2 року. На 100 осіб жіночої статі у місті припадало 86,3 чоловіків;  на 100 жінок у віці від 18 років та старших — 81,3 чоловіків також старших 18 років.
Середній дохід на одне домашнє господарство  становив 39 562 долари США (медіана — 26 997), а середній дохід на одну сім'ю — 56 292 долари (медіана — 38 500). Медіана доходів становила 31 542 долари для чоловіків та 23 214 долари для жінок. За межею бідності перебувало 15,4 % осіб, у тому числі 14,5 % дітей у віці до 18 років та 20,0 % осіб у віці 65 років та старших.
Цивільне працевлаштоване населення становило 1287 осіб. Основні галузі зайнятості: виробництво — 27,7 %, роздрібна торгівля — 24,2 %, освіта, охорона здоров'я та соціальна допомога — 23,3 %.